# ADD1
ADD1‏ (Adducin 1) هوَ بروتين يُشَفر بواسطة جين ADD1 في الإنسان.